# Hozier (album)
 (mars 2015).
Si vous disposez d'ouvrages ou d'articles de référence ou si vous connaissez des sites web de qualité traitant du thème abordé ici, merci de compléter l'article en donnant les références utiles à sa vérifiabilité et en les liant à la section « Notes et références ».
Singles
1. Take Me to Church
Sortie : 13 septembre 2013
2. From Eden
Sortie : 9 mars 2014
3. Sedated
Sortie : 20 mai 2014
4. Work Song
Sortie : 16 mars 2015
5. Someone New
Sortie : 11 mai 2015

Hozier est le premier album de l'artiste irlandais Hozier. Il est sorti en 2014.

## Liste des titres
Toutes les chansons sont écrites et composées par Andrew Hozier-Byrne sauf Someone New.
| No  | Titre                                      | Auteur                                   | Durée |
| --- | ------------------------------------------ | ---------------------------------------- | ----- |
| 1.  | Take Me to Church                          |                                          | 4:02  |
| 2.  | Angel Of Small Death And The Codeine Scene |                                          | 3:39  |
| 3.  | Jackie And Wilson                          |                                          | 3:43  |
| 4.  | Someone New (en)                           | Sallay-Matu Garnett, Andrew Hozier-Byrne | 3:42  |
| 5.  | To Be Alone                                |                                          | 5:23  |
| 6.  | From Eden (en)                             |                                          | 4:43  |
| 7.  | In A Week (feat. Karen Cowley)             |                                          | 5:18  |
| 8.  | Sedated (en)                               |                                          | 3:27  |
| 9.  | Work Song (en)                             |                                          | 3:49  |
| 10. | Like Real People Do                        |                                          | 3:18  |
| 11. | It Will Come Back                          |                                          | 4:37  |
| 12. | Foreigner's God                            |                                          | 3:45  |
| 13. | Cherry Wine (live)                         |                                          | 4:00  |

Édition Deluxe (disc 2)
| No | Titre                  | Durée |
| -- | ---------------------- | ----- |
| 1. | In the Woods Somewhere | 5:31  |
| 2. | Run                    | 4:14  |
| 3. | Arsonist's Lullabye    | 4:26  |
| 4. | My Love Will Never Die | 3:55  |